# 赖谢瑙岛
赖谢瑙岛（德語：Reichenau，發音：[ˈʁaɪçənaʊ] ⓘ）位于博登湖上的德国巴登-符腾堡州境内，以岛上的多座修道院建筑而闻名，被誉为“修道院之岛”，2000年入选世界文化遗产。

## 地理

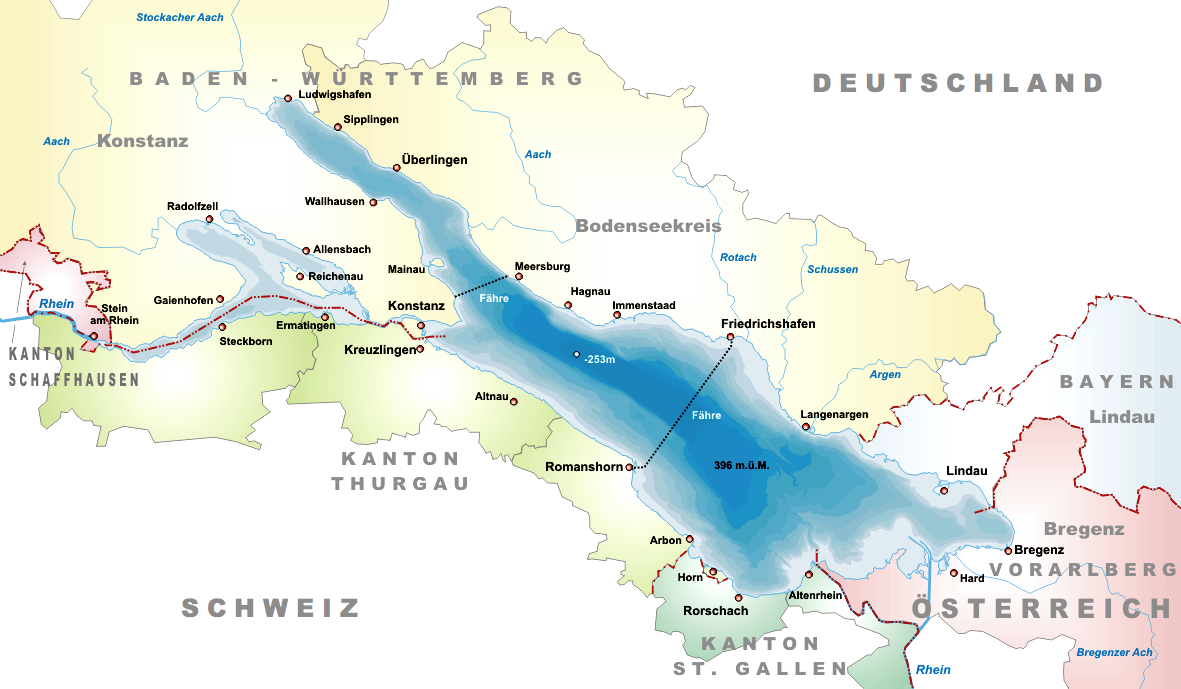
赖谢瑙岛在博登湖中的位置

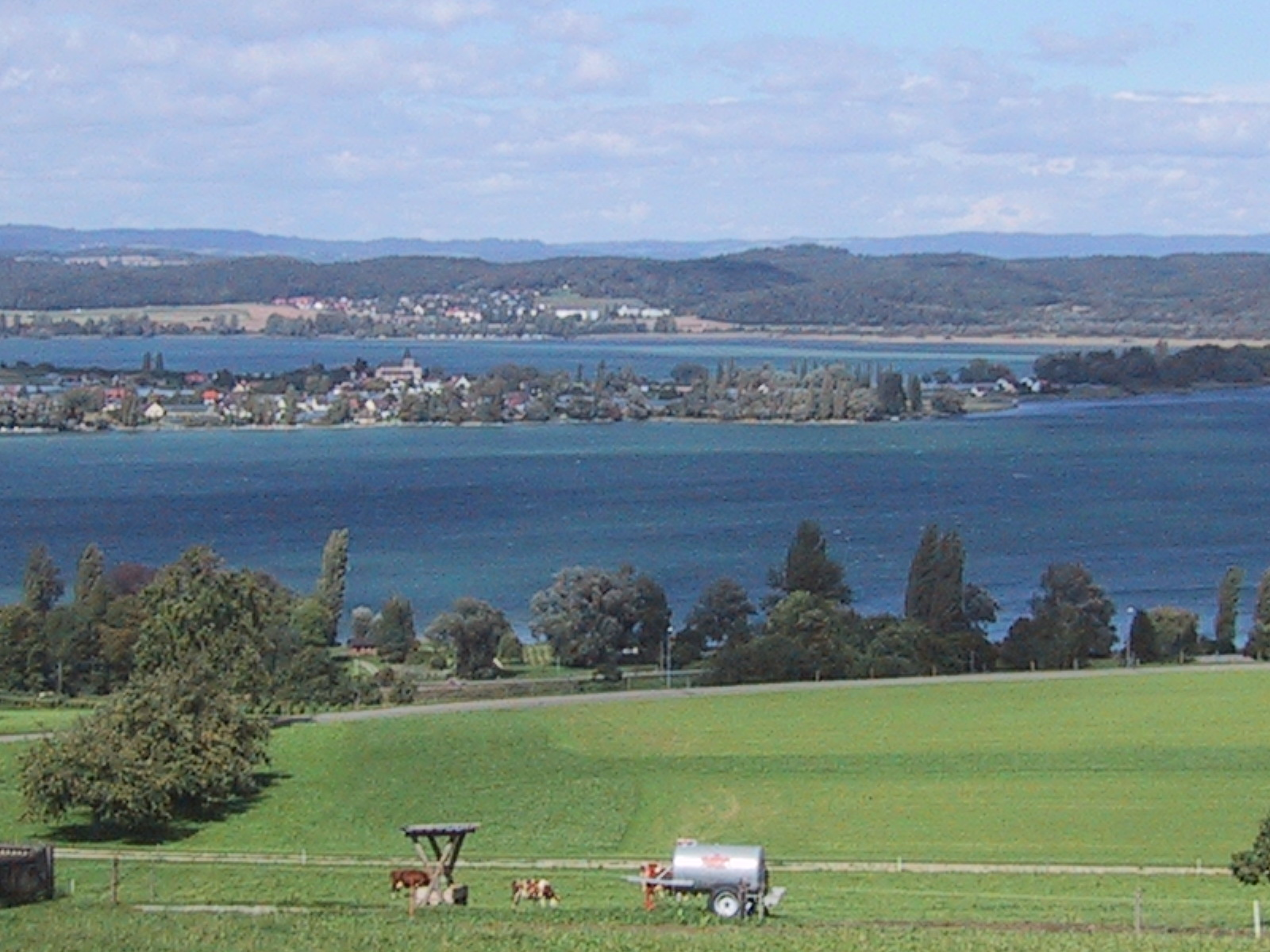
博登湖上的赖谢瑙岛

赖谢瑙岛坐落在博登湖的西部，德国城市康斯坦茨和Radolfzell之间，岛上有一座建于1838年的堤坝与大陆相连，全岛的最高处海拔438.7米，高出河面约43米，全岛面积4.3km²，以鲜花和园林闻名。
赖谢瑙岛由冰川岩石和受冲刷的碎石堆积而成，是最近的一次冰川运动的结果。由于博登湖水对气温起着均衡的作用，加上阿尔卑斯山焚风的正面影响，由此使得赖谢瑙岛上的气候温和，晴天的数量特别多。岛上的水果和蔬菜种植从中获益，还种植少量葡萄以酿造葡萄酒。赖谢瑙岛上居住着约5100位居民，岛中央的大部分地区是蔬菜种植园，沿湖地区是自然保护区。

## 旅游
赖谢瑙岛怡人的气候因斯布鲁克带来的还有度假的游客，在岛的最西端有一座野营地，为了保护环境，赖谢瑙岛对旅游业的开发相对保守。赖谢瑙岛是德国林荫大道之路（Deutsche Alleenstraße）的终点。德国林荫大道之路起始于德国北部梅克伦堡-前波美拉尼亚州波罗的海上的吕根岛，一直到德国南部博登湖畔的赖谢瑙岛，贯穿德国南北，沿途长满了有着数百年树龄的古树，其中以菩提树、橡树、枫树和栗子树居多，由此得名，整条路线总长2500千米，是德国最长的一条度假路线。
赖谢瑙岛上保留着一座建于724年的本笃会修道院，即赖谢瑙修道院（Kloster Reichenau），它结合了精神、智慧和艺术感染力。圣玛利亚和圣马尔库斯教堂、圣彼得和圣保罗教堂（巴西利卡）（St. Peter und Paul）、圣乔治教堂（Georgskirche）等建于9世纪至11世纪，展现了中世纪早期欧洲中部修道院建筑的全貌，其壁画见证了杰出的艺术创作过程。

## 世界遗产
“修道院之岛赖谢瑙岛”在2000年入选世界文化遗产。联合国教科文组织认为，赖谢瑙修道院是一座伟大的本笃会修道院，是中世纪早期宗教和文化的杰出代表；赖谢瑙岛上现存的众多修道院建筑保留着了历史不同阶段的重要建筑元素，是9世纪至11世纪欧洲中部修道院建筑发展历程的集中体现；赖谢瑙修道院是10世纪和11世纪欧洲一个非常重要的艺术中心，在艺术史上具有重大的意义，修道院内恢宏的壁画和灯饰是其中最突出的表现。

赖谢瑙岛 - Reichenau
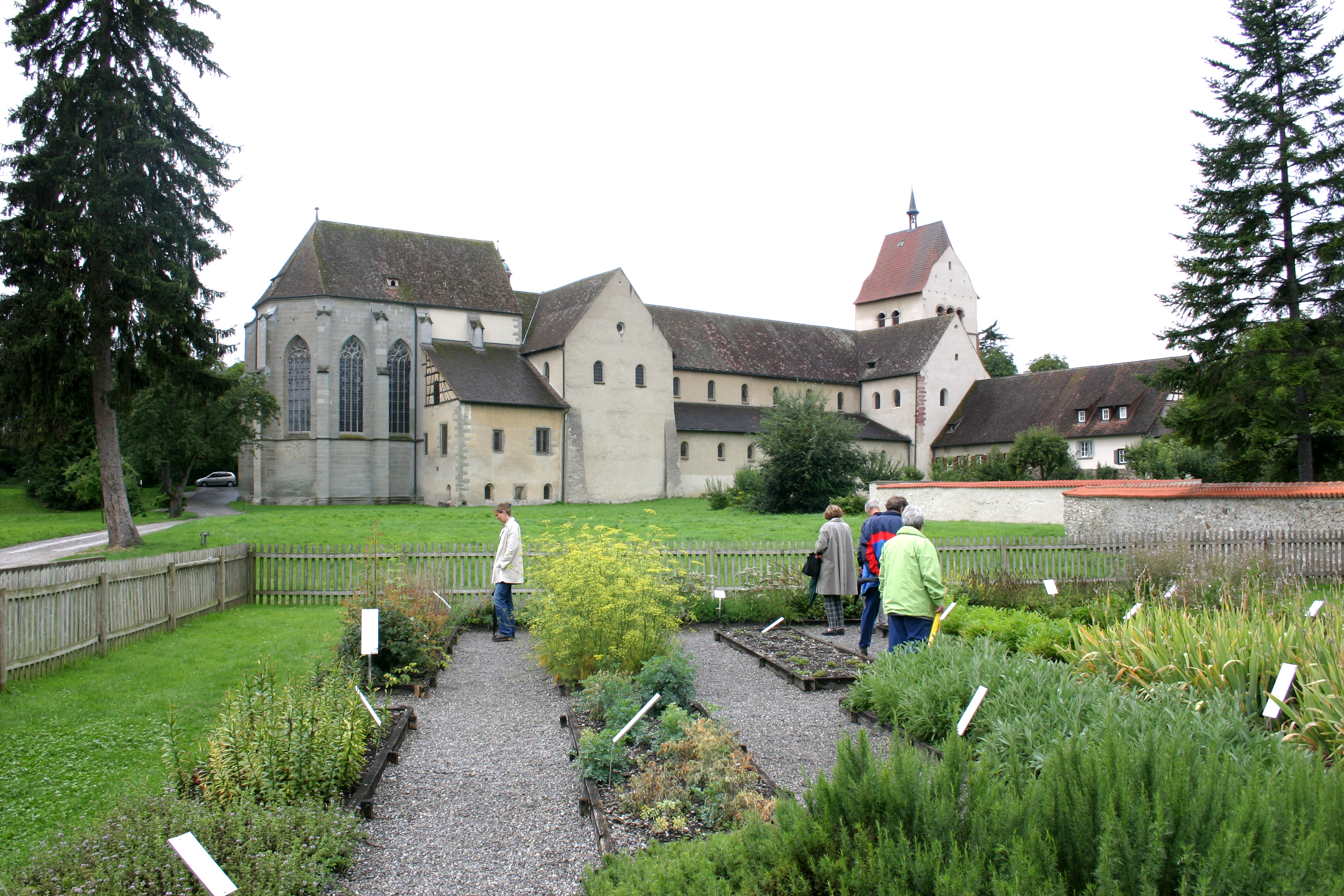
Kloster Reichenau
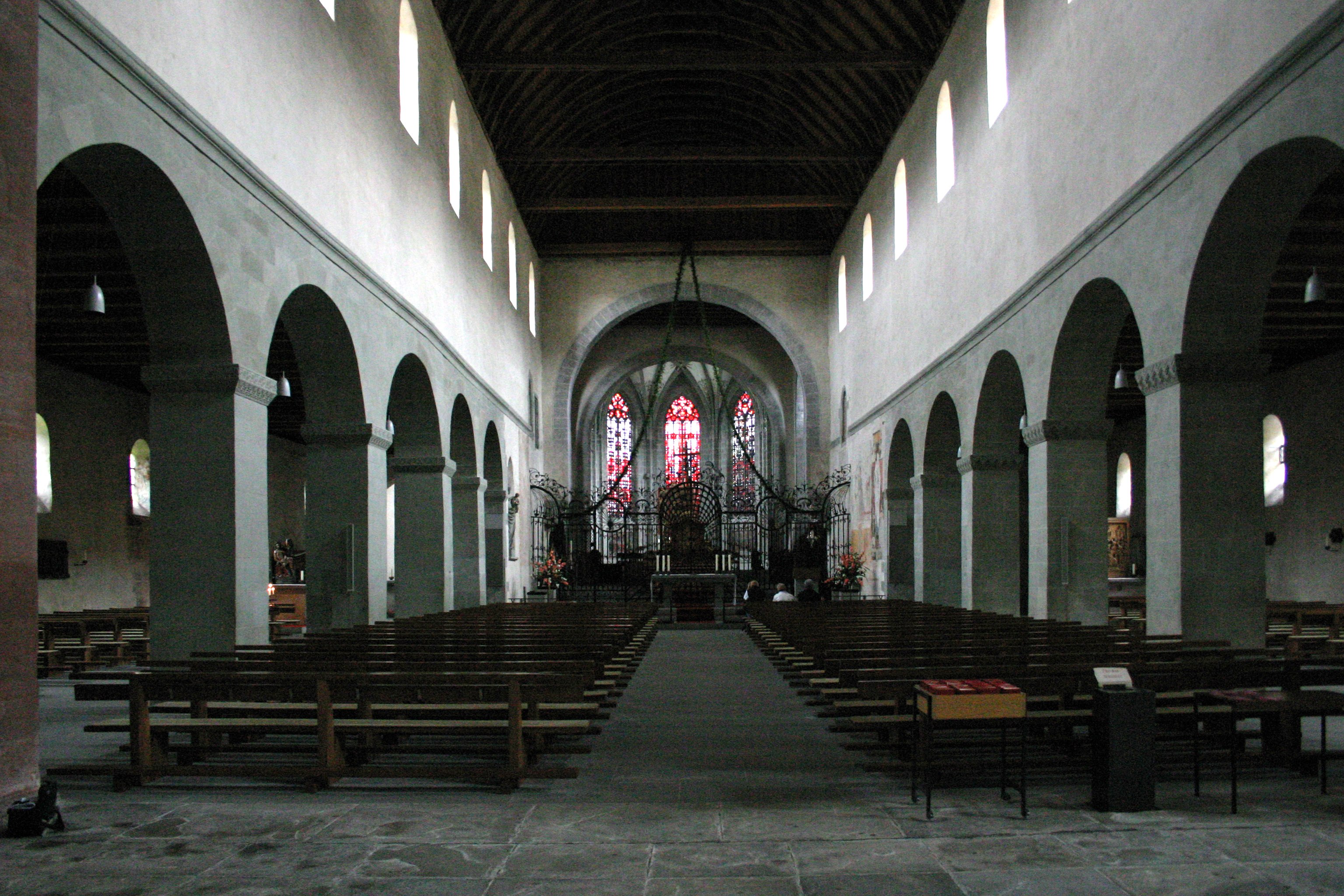
Kloster Reichenau
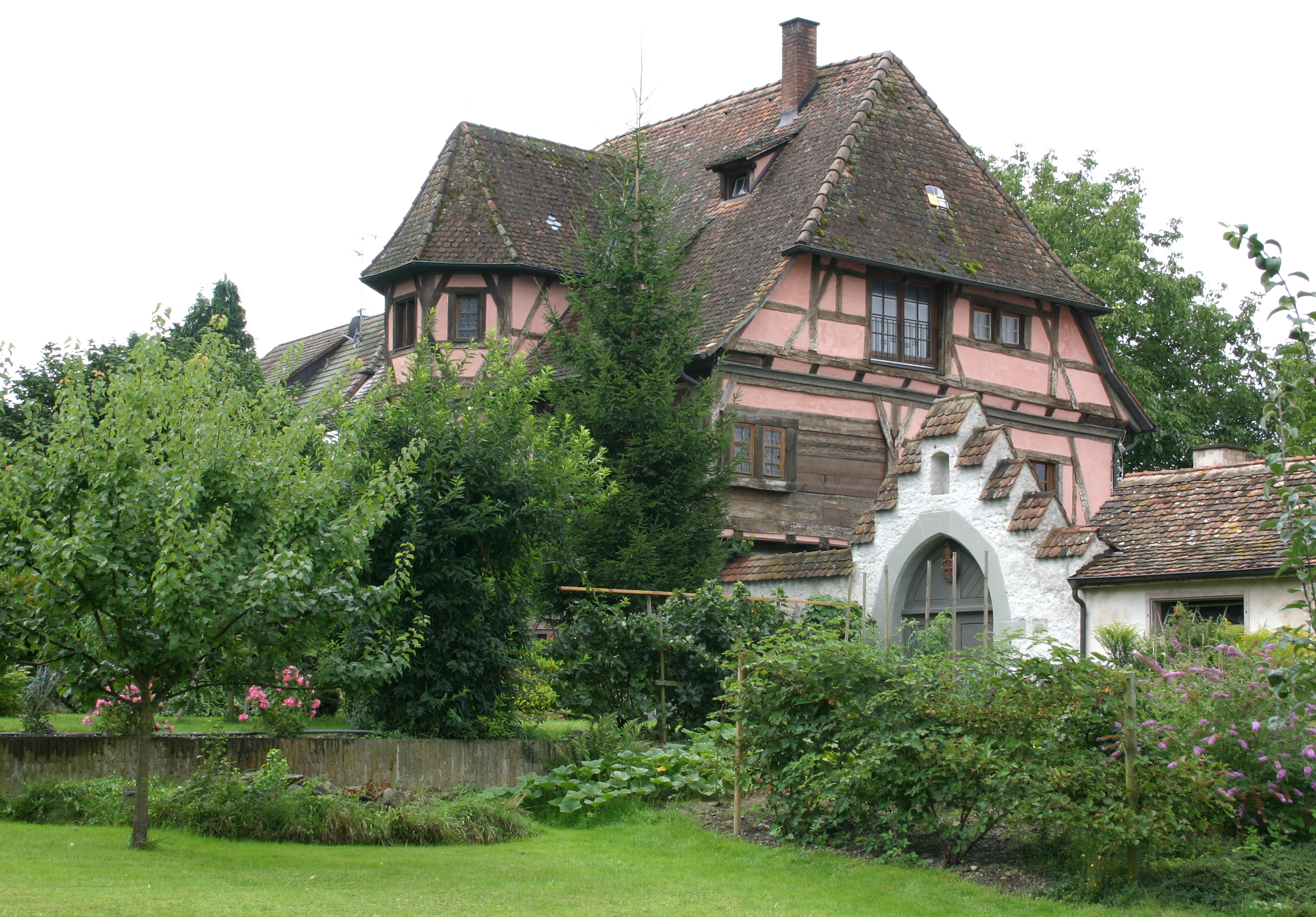
Kloster Reichenau
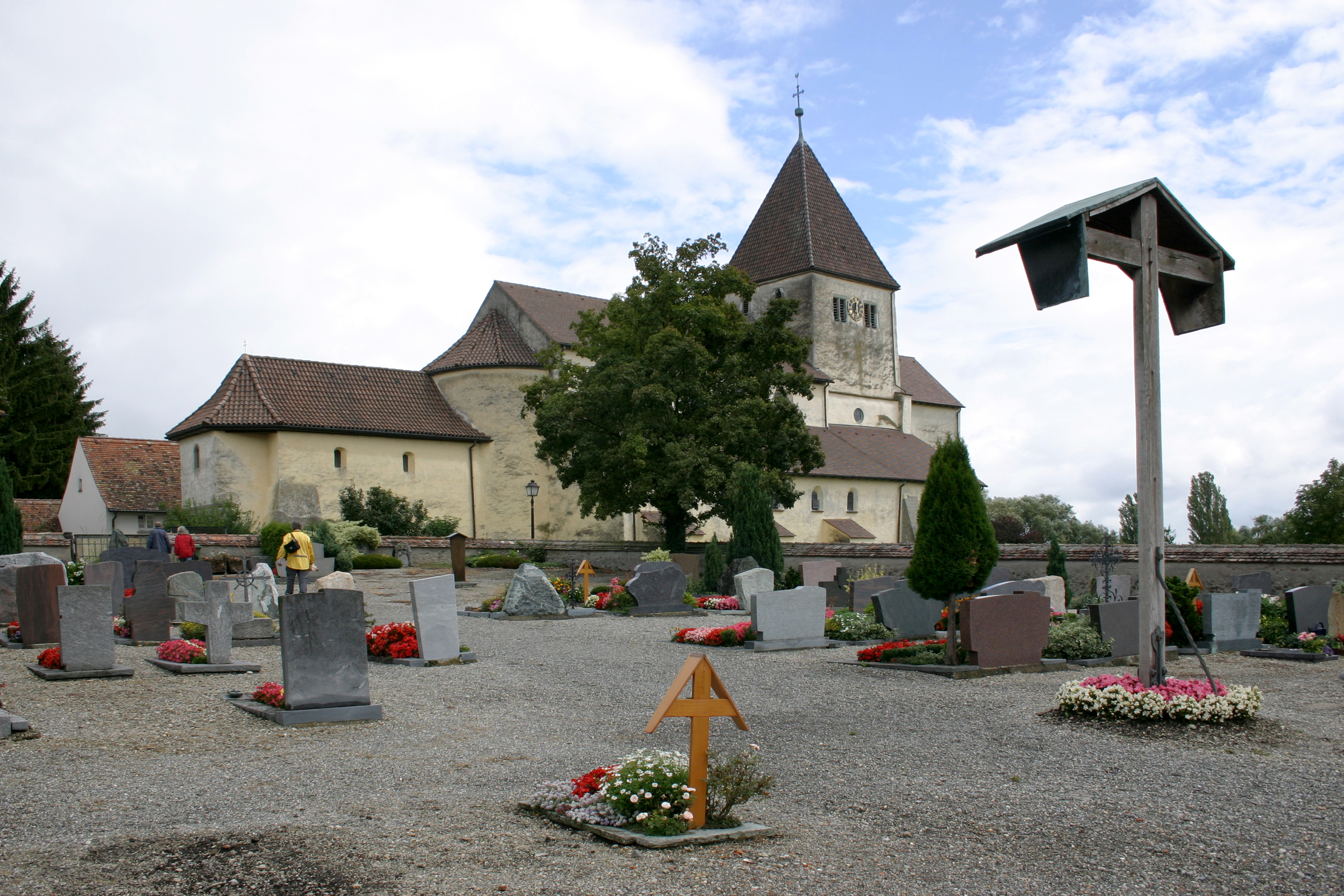
Georgskirche
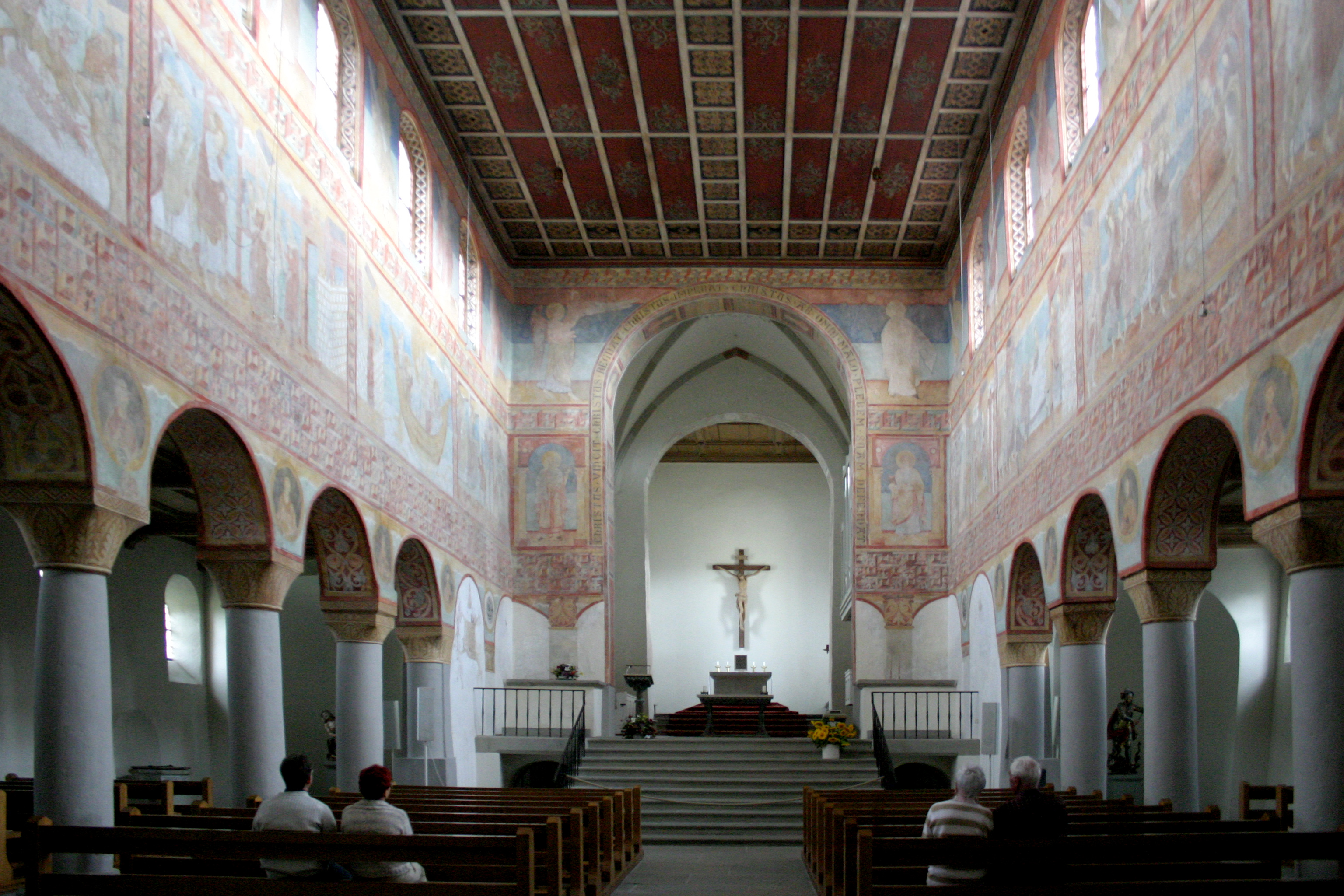
Georgskirche
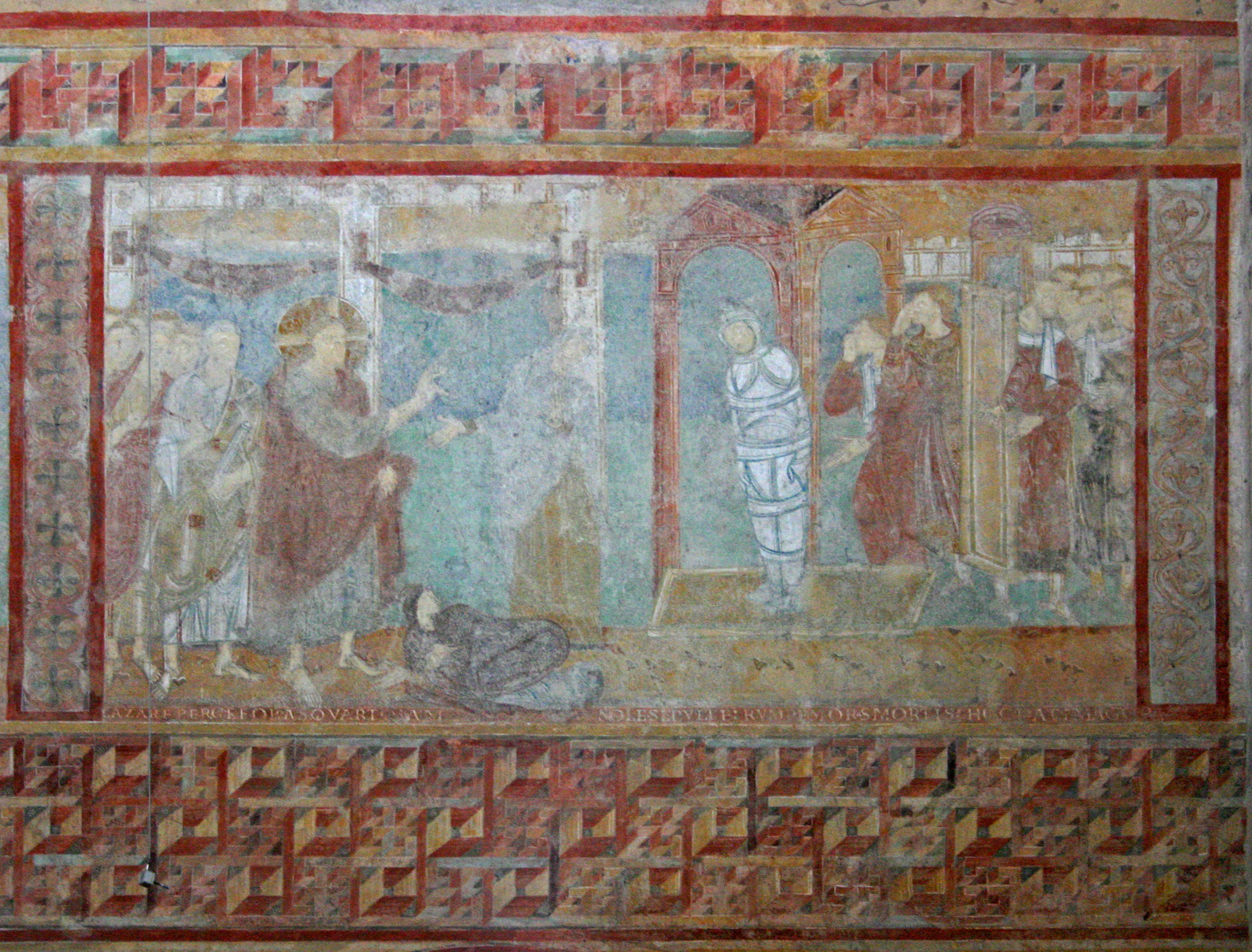
Georgskirche
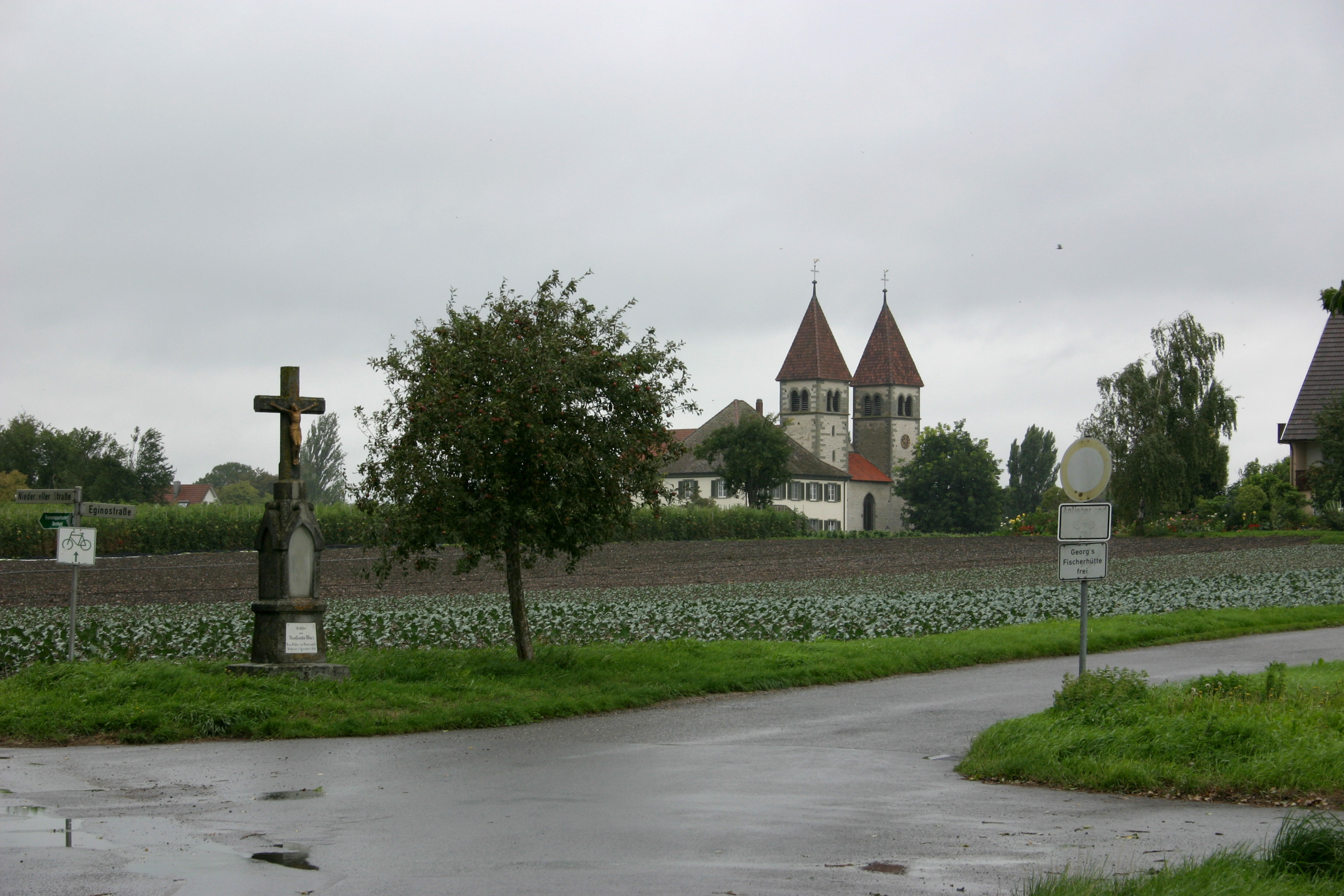
St. Peter und Paul
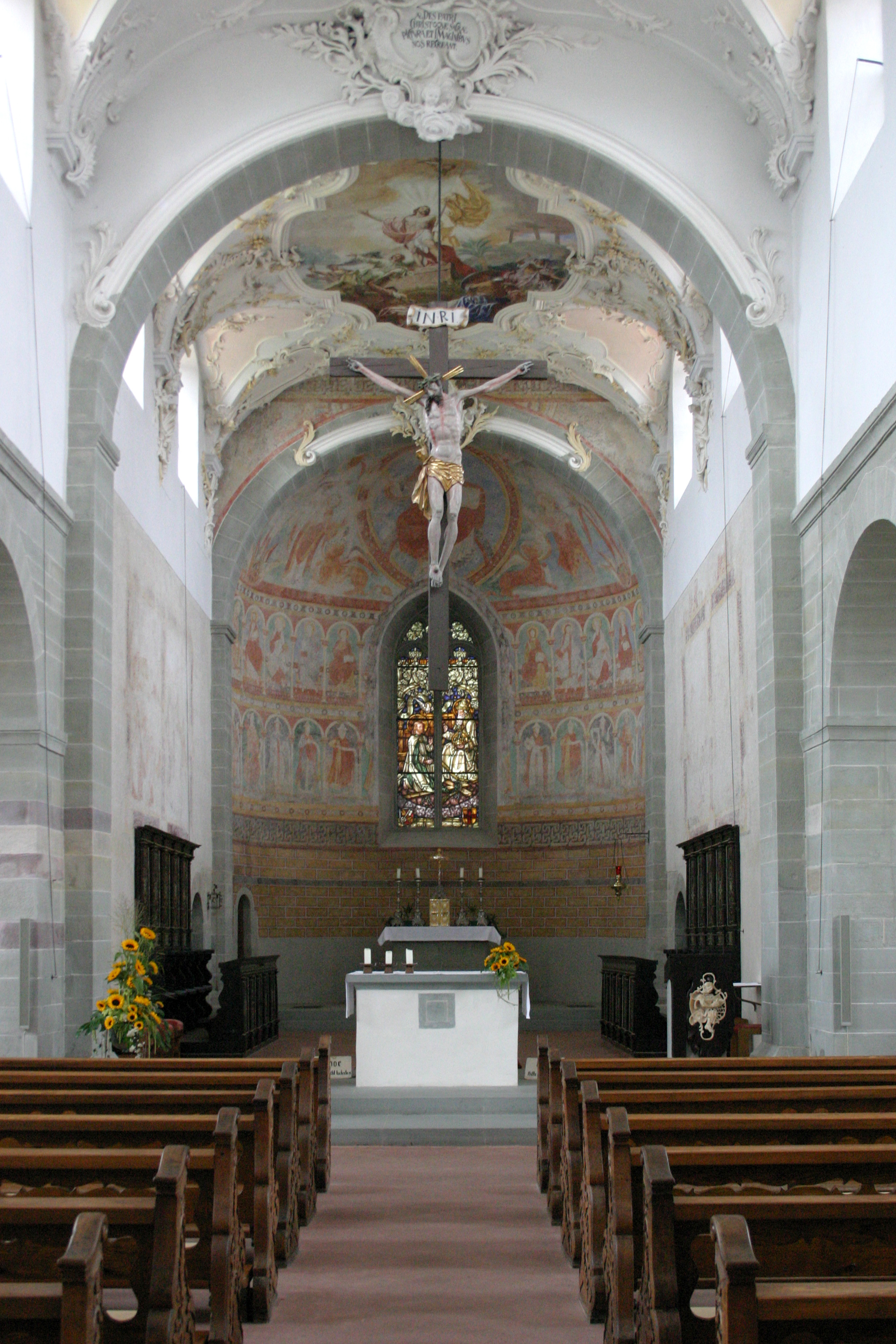
St. Peter und Paul